# 約翰連儂：不羈前傳
《約翰連儂：不羈前傳》（英語：Nowhere Boy）是一部2009年的英國傳記歌舞劇情片，講述約翰·連儂少年時代的故事，以及他與他的監護人姑媽咪咪·史密斯、他的母親之間的關係。還包括他所組的第一支樂團 The Quarrymen，由此演變成日後聞名的披頭四。電影改編自連儂的同母異父妹妹茱莉亞·貝德所寫的傳記。影片於2010年10月8日在美國上映，正好與那個週末所舉行的約翰·連儂70週年誕辰慶典相吻合。

## 主要角色
- 艾倫·莊遜 飾 約翰·連儂
- 安妮-瑪麗·杜芙（英语：Anne-Marie Duff） 飾 茱莉亞·蓮儂
- 姬絲汀·史葛·湯瑪詩 飾 咪咪·史密斯
- 湯瑪士·桑格斯特 飾 保羅·麥卡特尼[1]
- 奧菲利亞·拉維邦德 飾 瑪麗亞·甘迺迪

## 外部連結
- 互联网电影数据库（IMDb）上《約翰連儂：不羈前傳》的资料（英文）
- AllMovie上《約翰連儂：不羈前傳》的资料（英文）
- Box Office Mojo上《約翰連儂：不羈前傳》的資料（英文）
- 爛番茄上《約翰連儂：不羈前傳》的資料（英文）
- Metacritic上《約翰連儂：不羈前傳》的資料（英文）
- Yahoo!電影上《約翰連儂：不羈前傳 （页面存档备份，存于）》的頁面 （繁體中文）
- 開眼電影網上《約翰連儂：不羈前傳》的資料（繁體中文）
- 香港外語電影資料網上《約翰連儂：不羈前傳 （页面存档备份，存于）》的資料 （繁體中文）
- 香港電影評論學會上《約翰連儂：不羈前傳 （页面存档备份，存于）》的影評 （繁體中文）